# チェコ鉄道440・640・650系電車
チェコ鉄道440・640・650系電車は、シュコダトランスポーテーション株式会社（チェコ）及び同社子会社のシュコダ車両株式会社（同）が開発し、チェコ鉄道（ČD）が2012年から新製投入を開始した地域輸送用の直流電車（ČD440系）および交直流電車（ČD640・650系）である。系列愛称は「レギオパンター」（RegioPanter）。2021年までにチェコ鉄道のほか鉄道企業体スロバキア（ZSSK）が交直流形式（ZSSK660・661系）、チェコ・南モラヴィア県政府（JMK）が交流形式（JMK530・550系）をそれぞれシュコダトランスポーテーションおよびŽOSトルナヴァ株式会社（スロバキア）組立で新製投入している。
またラトビアの旅客列車株式会社（AS Pasažieru vilciens;PV）とリトアニアのリトアニア定期列車株式会社（Eesti Liinirongid AS;Elron）の両国鉄系旅客列車運行事業体が新製投入の予定である（UIC形式は共に未定）。

## 概要

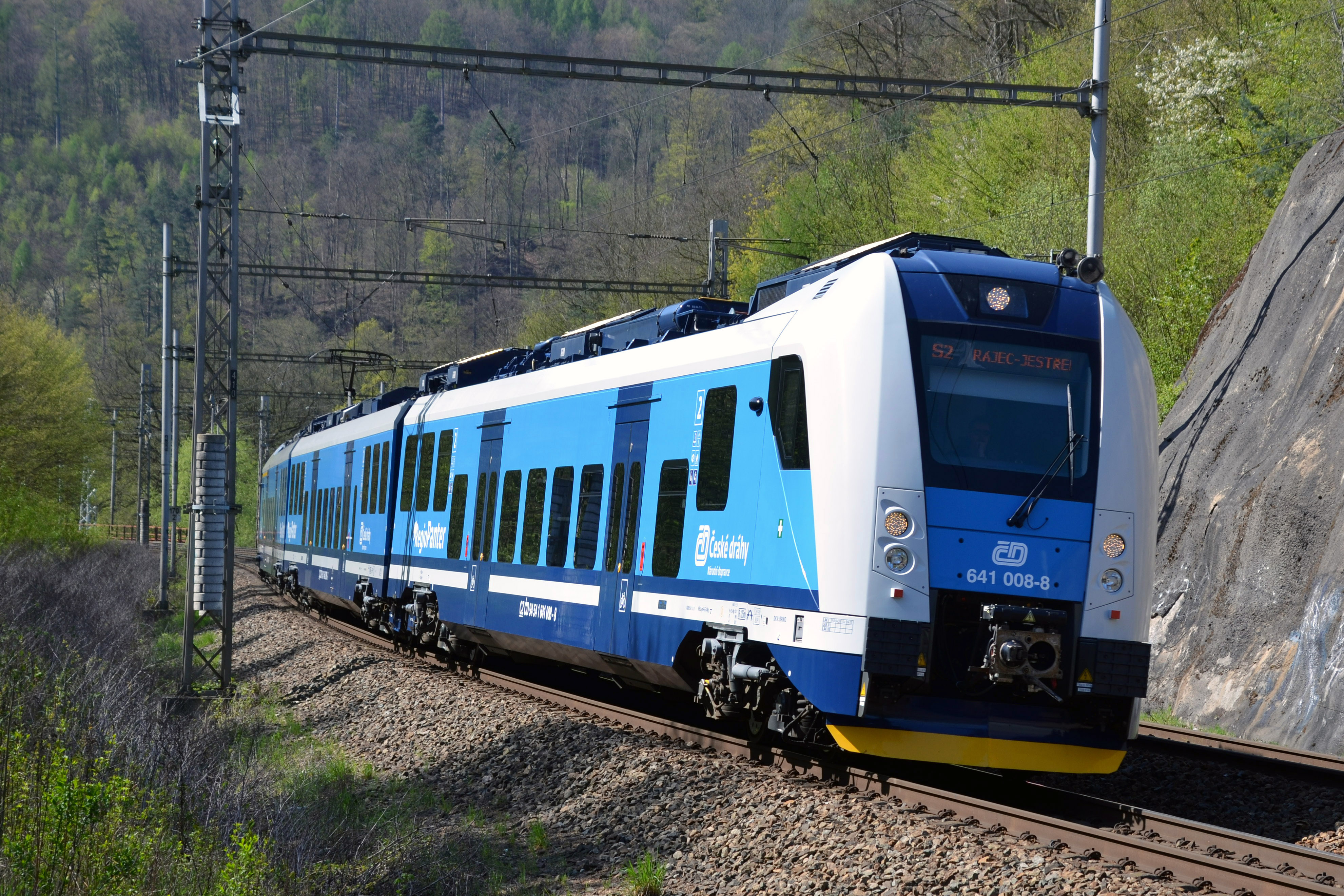
ČD640系交直流電車

シュコダ車両が地方電化線区の地域輸送用として開発し、鉄道施設管理公団（SŽDC）線における旅客列車運行事業体であるチェコ鉄道（ČD）が2012年から新製投入した系列である。2011年にはインターネットによる公募で「レギオパンター」（RegioPanter）の系列愛称が付けられた。
形式は2連、3連、4連の各編成別と電気方式（直流3000V/交流50Hz25000V）によって区分されており、編成両数に関わらず性能を均等にし粘着力を確保するため、欧州における従来の電気車と異なり原則として全車両の片台車を動力台車とした動力分散方式を採用しているのが特徴である（4連仕様は中間車のうち1両のみ付随車）。3連、4連仕様でも中間車を抜いた運用は可能である。営業最高速度は160km/h。集電装置は先頭車の一方にのみ設置しており、連結面に他車への高圧引通線を設けている。
車体はアルミ製で、前頭部のみ普通鋼で構成している。各車両とも機器類は屋根上に搭載しており、客室は両端の台車部分を除き低床構造となってデッキや連結面間のドアは設けていない。列車内無線LAN設備や循環式便所を設置しており、そのうち編成中1か所はバリアフリートイレとなっている。また菓子・新聞等の自動販売機の設置も可能である。基本的に全車二等室であるが、ČD編成は一方の制御車（440形、640形、650形）の運転台後位にリクライニング可能な9席の一等室を設けている。
ČDでは2012年から3連直流仕様の440系、3連交直流仕様の640系、2連交直流仕様の650系を各地に投入。2021年からは車体構造や一部機器類、アコモデーションを見直した650.2系の新製投入を行った。計画中と合わせた3系列の配置総数は145編成となる予定である。このうち直流専用形式の440系については、全12編成を対象に、2021年から2022年にかけて交直流化する640.1系化改造を実施しており、440系は形式消滅する見通しである。このほか、本系列を基本に片側1扉としデッキを設けた長距離運用向けとして2015年、3連の660.0系および5連の660.1系が計14編成新製され、「インターパンター」（InterPanter）の系列愛称が与えられた。
また既にČD640・650系が運用されている南モラヴィア県統合輸送システムS2号線（SŽDCブルノ-クレノヴィツェホルニーナードラジー鉄道線およびブルノ-ブジェノヴァーナッスヴィタヴォウ鉄道線）およびS3号線（ウルコウチシュノヴァ–ブルノ中央–ブジェツラウ鉄道線）での旅客列車用に、新たに南モラヴィア県政府（JMK）が4連交流仕様の530系、2連交流仕様の550系あわせて37編成を2022年から新製投入する。系列愛称は「モラヴィア」（Moravia）である。S2・S3号線は両系列を用いて2022年から2025年までČDが引き続き旅客列車運行事業を受託し、以降は県政府実施の入札によって新たに選定された運行事業者が運用する予定である。
スロバキアの国鉄系旅客列車運行事業体である鉄道企業体スロバキア（ZSSK）では、シュコダ車両とŽOSトルナヴァの共同企業体による製造で2020年から2021年にかけて4連交直流仕様の660系、3連交直流仕様の661系がジリナ地域管理区に新製投入され、スロバキア西北部の地域輸送に充当された。系列愛称は「パンター」（Panter）である。今後さらに660系をコシツェ地域管理区に新製投入し、コシツェ県およびプレショウ県で運用されている同区所属の460系直流電車を置き換える予定である。
このほか、ラトビアの国鉄系旅客列車運行事業体、旅客列車株式会社（AS Pasažieru vilciens;PV）が2022年から4連交直流仕様を、エストニアの国鉄系旅客列車運行事業体、エストニア定期列車株式会社（Eesti Liinirongid AS;Elron）が2025年から長距離運用向け3連交直流仕様をそれぞれ新製投入する予定である。
一方、2018年からドイツ・ニュルンベルクSバーンの運行事業者となる予定だったナショナルエクスプレスグループ（イギリス）が2015年、5連仕様38編成を発注していたが、契約にかかるドイツ国内のトラブルにより同グループが翌2016年、ニュルンベルクSバーンの運行事業契約を取り下げたため、納入はされなかった。

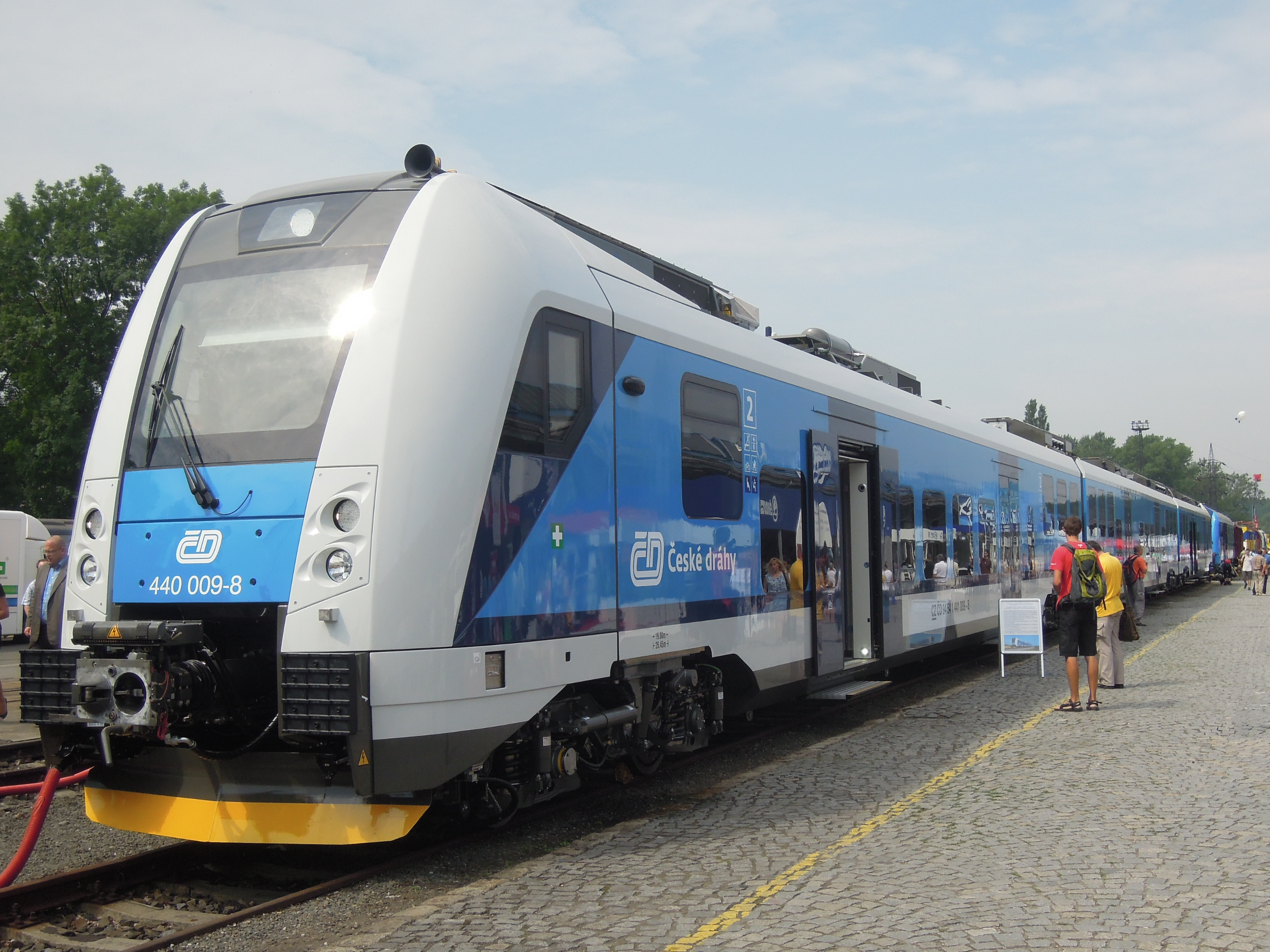
ČD440系直流電車（2012年）
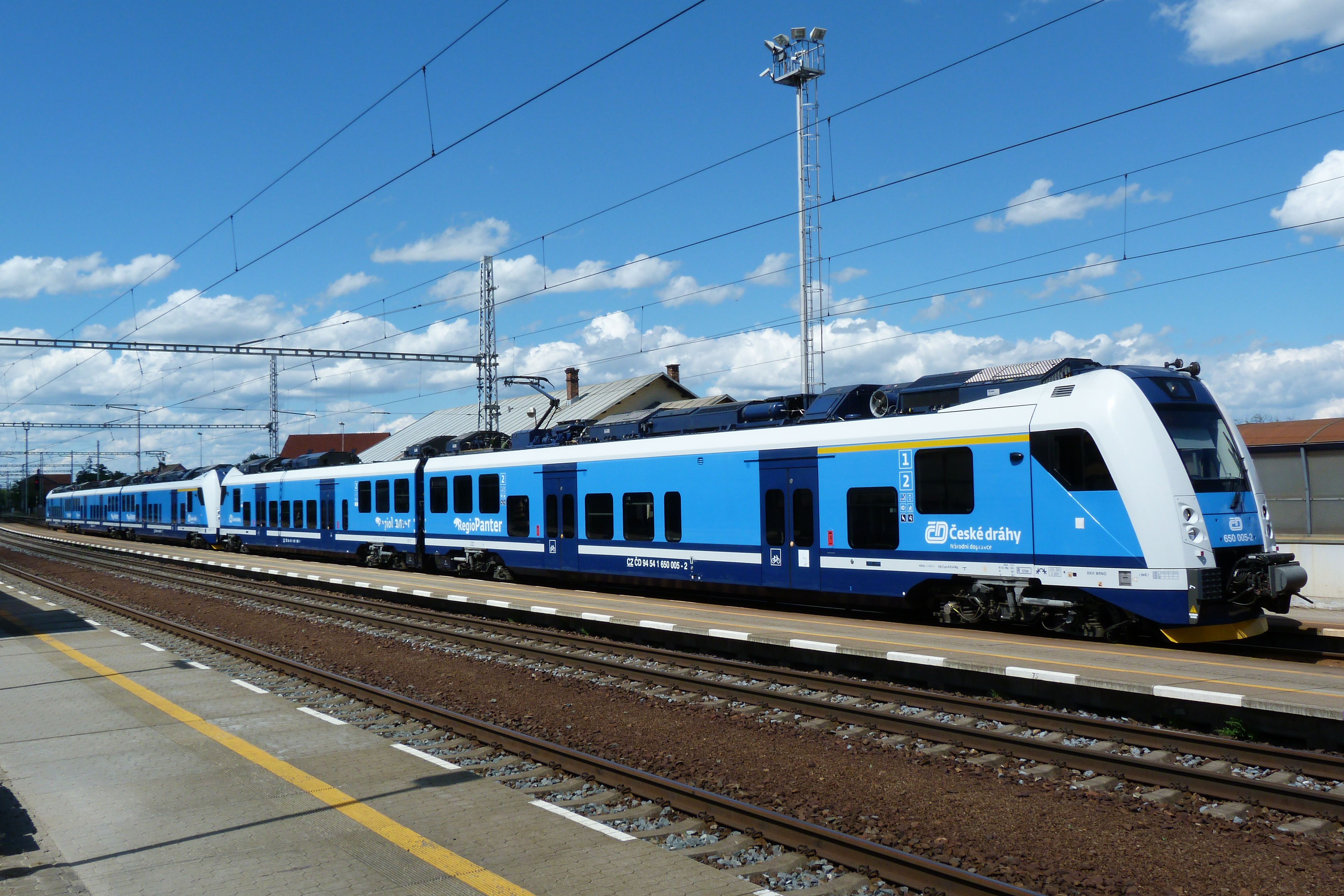
併結した2連仕様のČD650系と3連仕様のČD640系（ウラノヴィツェ鉄道駅）
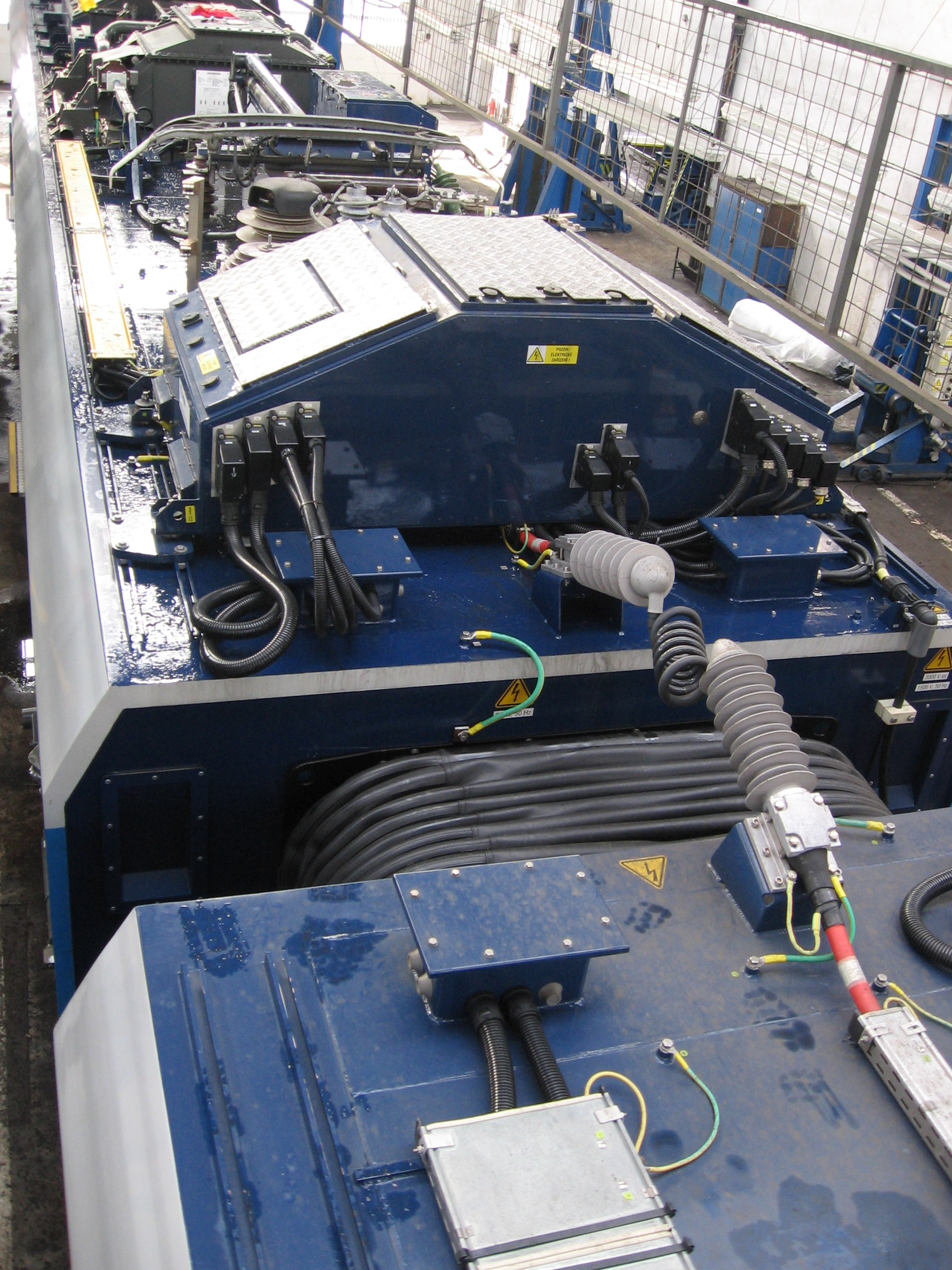
貫通路上に設けられている高圧引通線（チェコ鉄道東部地域検車センターマロムェジツェ検車所）
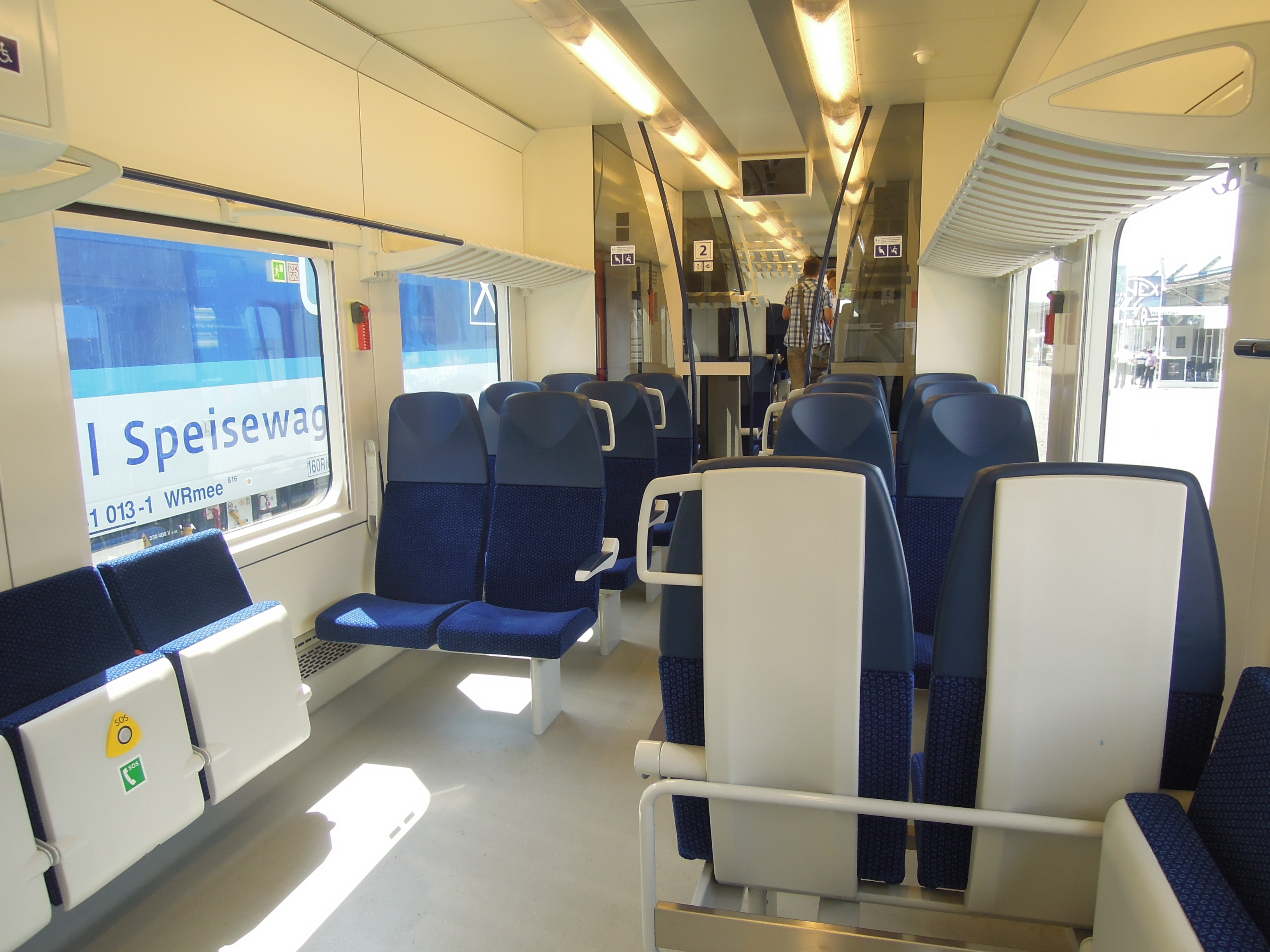
ČD650系の低床部車内
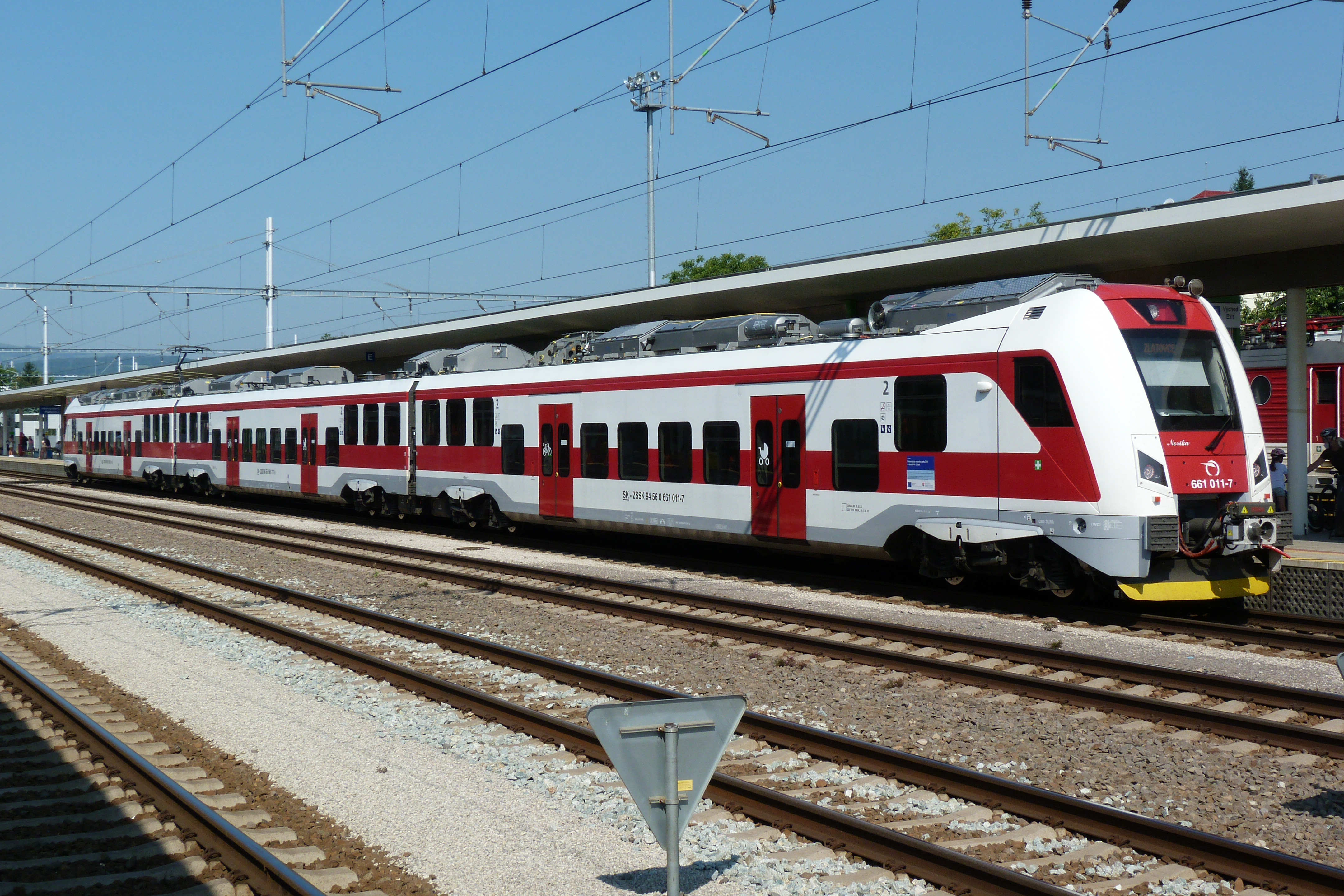
ZSSK661系（トレンチーン鉄道駅）
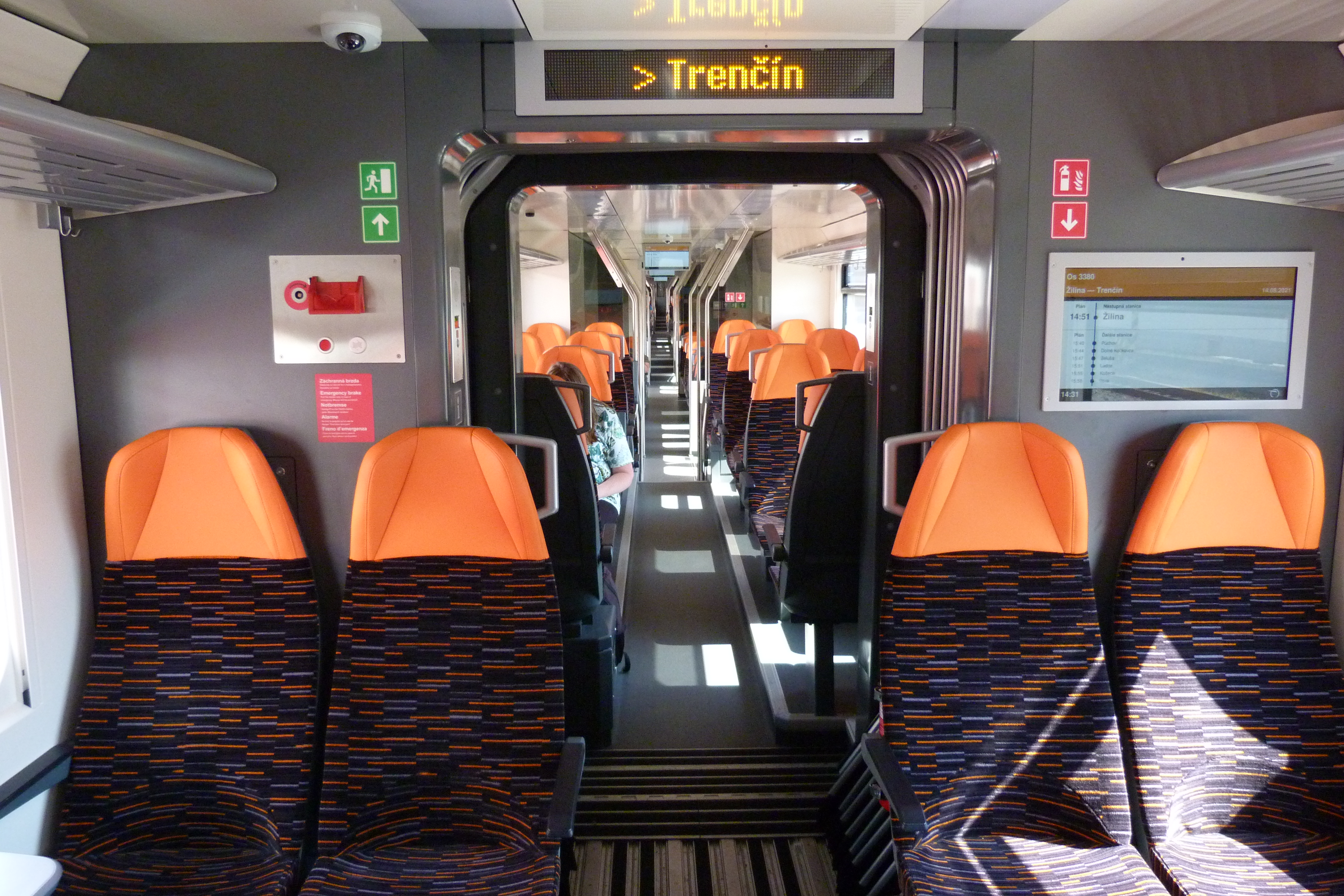
ZSSK661系の車内

## 系列一覧
※長距離運用向け（InterPanter）系列を含む
| チェコ鉄道（ČD） | チェコ鉄道（ČD） | チェコ鉄道（ČD） | チェコ鉄道（ČD）             | チェコ鉄道（ČD）            | チェコ鉄道（ČD）                     | チェコ鉄道（ČD） | チェコ鉄道（ČD）      |
| --- | ---------------- | ---------------- | ---------------------------- | --------------------------- | ------------------------------------ | --- | --------------------- |
| 440系直流電車※全編成の交直流化（640.1系化）予定 440形一・二等制御電動客車 + 442形二等電動客車 + 441形二等制御電動客車                                                      |                  |                  |                              |                             |                                      | |                       |
| 系列 | 系列             | 製造形式         | 系列愛称                     | 編成数                      | 電気方式                             | 配置 | 運用開始              |
| 440系 (640.1系) |                  | 7Ev              | レギオパンター RegioPanter   | 12 (2)                      | 直流3000V (直流3000V/交流25000V50Hz) | 西部地域検車センター： ジェチーン検車所(SÚ Děčín) フラデツクラーロヴェー検車所(SÚ Hradec Králové)                                                                                             | 2012–2014 (2021-2022) |
| 640系・640.2系交直流電車 640形一・二等制御電動客車 + 642形二等電動客車 + 641形二等制御電動客車 640.2形一・二等制御電動客車 + 642.2形二等電動客車 + 641.2形二等制御電動客車 |                  |                  |                              |                             |                                      | |                       |
| 系列 | 系列             | 製造形式         | 系列愛称                     | 編成数                      | 電気方式                             | 配置 | 運用開始              |
| 640系 |                  | 7Ev              | レギオパンター RegioPanter   | 8                           | 直流3000V/交流25000V50Hz             | 東部地域検車センター： オロモウツ検車所(SÚ Olomouc) マロムェジツェ検車所(SÚ Maloměřice) | 2012–2014             |
| 640.2系 |                  | 20Ev             | レギオパンター RegioPanter   | 36（予定）                  | 直流3000V/交流25000V50Hz             | | 2022–2024             |
| 650系・650.2系交直流電車 650形一・二等制御電動客車 + 651形二等制御電動客車 650.2形一・二等制御電動客車 + 651.2形二等制御電動客車                                           |                  |                  |                              |                             |                                      | |                       |
| 系列 | 系列             | 製造形式         | 系列愛称                     | 編成数                      | 電気方式                             | 配置 | 運用開始              |
| 650系 |                  | 7Ev              | レギオパンター RegioPanter   | 17                          | 直流3000V/交流25000V50Hz             | 西部地域検車センター： チェスケーブジェヨヴィツェ検車所(SÚ České Budějovice) ピルゼン検車所(SÚ Plzeň) 東部地域検車センター： マロムェジツェ検車所(SÚ Maloměřice) ボフミーン検車所(SÚ Bohumín) | 2012–2018             |
| 650.2系 |                  | 15Ev             | レギオパンター RegioPanter   | 46（予定）                  | 直流3000V/交流25000V50Hz             | | 2020–2024             |
| 660.0系交直流電車※長距離運用向け 660.0形二等制御電動客車 + 662.0形一・二等電動客車 + 661.0形一・二等制御電動客車                                                           |                  |                  |                              |                             |                                      | |                       |
| 系列 | 系列             | 製造形式         | 系列愛称                     | 編成数                      | 電気方式                             | 配置 | 運用開始              |
| 660.0系 |                  | 10Ev             | インターパンター InterPanter | 4                           | 直流3000V/交流25000V50Hz             | 東部地域検車センター： マロムェジツェ検車所(SÚ Maloměřice) | 2015–2016             |
| 660.1系交直流電車※長距離運用向け 660.1形二等制御電動客車 + 662.1形一・二等電動客車 + 064.1形二等付随客車 + 662.2形一・二等電動客車 + 661.1形一・二等制御電動客車           |                  |                  |                              |                             |                                      | |                       |
| 系列 | 系列             | 製造形式         | 系列愛称                     | 編成数                      | 電気方式                             | 配置 | 運用開始              |
| 660.1系 |                  | 10Ev             | インターパンター InterPanter | 10                          | 直流3000V/交流25000V50Hz             | 東部地域検車センター： マロムェジツェ検車所(SÚ Maloměřice) | 2015–2016             |
| 鉄道企業体スロバキア（ZSSK） |                  |                  |                              |                             |                                      | |                       |
| 660系交直流電車 660.0形二等制御電動客車 + 660.2形二等付随客車 + 660.1形二等電動客車 + 660.8形二等制御電動客車                                                              |                  |                  |                              |                             |                                      | |                       |
| 系列 | 系列             | 製造形式         | 系列愛称                     | 編成数                      | 電気方式                             | 配置 | 運用開始              |
| 660系 |                  | 14Ev             | パンター Panter              | 21（予定）                  | 直流3000V/交流25000V50Hz             | ジリナ地域管理区（OSD Žilina） コシツェ地域管理区（OSD Košice） | 2020–2021, 2023       |
| 661系交直流電車 661.0形二等制御電動客車 + 661.1形二等電動客車 + 661.8形二等制御電動客車                                                                                    |                  |                  |                              |                             |                                      | |                       |
| 系列 | 系列             | 製造形式         | 系列愛称                     | 編成数                      | 電気方式                             | 配置 | 運用開始              |
| 661系 |                  | 14Ev             | パンター Panter              | 13                          | 直流3000V/交流25000V50Hz             | ジリナ地域管理区（OSD Žilina） | 2020–2021             |
| 南モラヴィア県政府（JMK） |                  |                  |                              |                             |                                      | |                       |
| 530系交流電車 530形二等制御電動客車 + 532形二等電動客車 + 531形二等制御電動客車                                                                                            |                  |                  |                              |                             |                                      | |                       |
| 系列 | 系列             | 製造形式         | 系列愛称                     | 編成数                      | 電気方式                             | 配置 | 運用開始              |
| 530系 |                  | 18Ev             | モラヴィア Moravia           | 31（予定）                  | 交流25000V50Hz                       | | 2022                  |
| 550系交流電車 550形二等制御電動客車 + 551形二等制御電動客車 |                  |                  |                              |                             |                                      | |                       |
| 系列 | 系列             | 製造形式         | 系列愛称                     | 編成数                      | 電気方式                             | 配置 | 運用開始              |
| 550系 |                  | 19Ev             | モラヴィア Moravia           | 6（予定）                   | 交流25000V50Hz                       | | 2022                  |
| 旅客列車株式会社（PV） |                  |                  |                              |                             |                                      | |                       |
| （4連仕様） |                  |                  |                              |                             |                                      | |                       |
| 系列 | 系列             | 製造形式         | 系列愛称                     | 編成数                      | 電気方式                             | 配置 | 運用開始              |
| |                  | 16Ev             |                              | 32（予定）                  | 直流3000V/交流25000V50Hz             | | 2022–2023             |
| エストニア定期列車株式会社（Elron） |                  |                  |                              |                             |                                      | |                       |
| （長距離運用向け3連仕様） |                  |                  |                              |                             |                                      | |                       |
| 系列 | 系列             | 製造形式         | 系列愛称                     | 編成数                      | 電気方式                             | 配置 | 運用開始              |
| |                  | 21Ev             | インターパンター InterPanter | 6（予定） +10（オプション） | 直流3000V/交流25000V50Hz             | | 2024                  |